# Panmahgletscher
Der Panmahgletscher ist ein Gletscher im westlichen Karakorum im pakistanischen Sonderterritorium Gilgit-Baltistan. Der obere Abschnitt des Gletschers trägt die Bezeichnung Nobande-Sobande-Gletscher.

## Lage
Der Panmahgletscher ist ein 31 km (40 km einschließlich Unterlauf des Choktoigletschers, in welchen der Panmahgletscher mündet) langer Gletscher im Panmah Muztagh. Er strömt in einem Bogen, anfangs nach Osten und später nach Süden. Wichtige Berge, die den Gletscher flankieren, sind Skamri Sar (6763 m) und Bobisghir (6416 m). Der Panmahgletscher besitzt mehrere Tributärgletscher – darunter Drenmanggletscher, Chiringgletscher, Südlicher Chiringgletscher, Zweiter Feriolegletscher und Feriolegletscher. Am oberen Ende des Gletschers bildet der 5560 m hoch gelegene Pass Skam La einen Übergang zum weiter westlich gelegenen Simgang-Gletscher.